# Give 'Em Enough Rope
Give 'Em Enough Rope er det andet studiealbum udgivet af punkbandet The Clash. Albummet blev udgivet på CBS Records i november 1978 i Storbritannien og i april 1979 i USA på Epic Records. Albummet var det første Clash-album udgivet i USA. 
Fra albummet blev udgivet singlerne "Tommy Gun" og "English Civil War", der blev udsendt ved juletid 1978. 
Albummet blev en kommerciel succes i Storbritannien og opnåede en andenplads på albumhitlisten. I USA udeblev den kommercielle succes, og albummet opnåede blot en skuffende 128. plads. De amerikanske anmeldere var dog begejstrede; og både Rolling Stone og Time Magazine kårede albummet til "årets album". 
Albummet blev produceret af amerikaneren Sandy Pearlman, der bl.a. havde arbejdet med Blue Öyster Cult. Resultatet var en renere lyd, hvilket af nogle oprindelige fans blev kritiseret som for at være for lidt "punk" og for meget "heavy metal".

## Tracks
Alle sange er skrevet af The Clash.
1. "Safe European Home" – 3:50
2. "English Civil War" – 2:35
3. "Tommy Gun" – 3:17
4. "Julie's Been Working for the Drug Squad" – 3:03
5. "Last Gang in Town" – 5:14
6. "Guns on the Roof" – 3:15
7. "Drug-Stabbing Time" – 3:43
8. "Stay Free" – 3:40
9. "Cheapskates" – 3:25
10. "All the Young Punks (New Boots and Contracts)" – 4:55

## Medvirkende
The Clash
- Joe Strummer – guitar, vokal
- Mick Jones – guitar, vokal
- Paul Simonon – el-bas
- Topper Headon – trommer

Andre medvirkende og bidragsydere
- Sandy Pearlman – producer
- Gene Greif  – Pladecover, artwork